# オートリブ
オートリブ（英: Autoliv Inc.）は、エアバッグ・シートベルト・チャイルドシートなど、自動車用安全部品を製造する企業。スウェーデン・ストックホルムに本社を置き（本社法人登記は米国デラウェア法で実施）、世界27カ国に現地法人を持つ。ナスダック・ストックホルム、ニューヨーク証券取引所上場企業。

## 沿革
オートリブの前身は1953年設立のLindblads Autoservice ABであり、自動車やトラクターの修理業からスタート、シートベルトの製造などへ事業を拡げ、1959年にドイツに進出、1968年に社名をオートリブに改称した。1980年に同じスウェーデンの電機大手エレクトロラックスに買収され子会社となるが、1994年に同社はオートリブの株式を売却し、株式上場企業となった。
同年に世界初のサイドエアバッグを同じスウェーデンの自動車大手ボルボと共同開発（ボルボ・850に搭載）、1997年にアメリカ合衆国を本拠とするエアバッグ製造企業のMorton ASPと合併し、世界的企業へと成長、エアバッグの生産では世界最大手となっている。
2018年にエレクトロニクス事業をヴィオニアとして分割した。

## 日本法人
日本法人「オートリブ株式会社」（英: Autoliv Japan Ltd.）は、横浜市港北区に本社を置く。このほかかすみがうら市、厚木市、武豊町、東広島市に事業所を置く。日本法人は1987年5月、日系自動車メーカー向けの営業拠点として設立され、1988年にシートベルトの生産を開始、1998年にエアバッグの生産を開始、2019年にはエアバッグ・シートベルトの設計開発拠点としてつくば市に「ジャパンテクニカルセンターつくば」を新設した。